# Heinrich Schenker
Heinrich Schenker (19 de juny de 1888 - 13 de gener de 1935) fou un teòric de la Música, molt famós pel seu acostament a l'anàlisi musical, ara normalment anomenada anàlisi schenkeriana.

## Biografia
Schenker va néixer a Vyshnivchyк Wisniowczyki, a Galítsia, a l'Imperi Austrohongarès (avui en dia, óblast de Ternópil, Ucraïna). El seu talent musical va ser aviat reconegut i, a l'edat de 13 anys, va ser enviat a estudiar amb Karol Mikuli, un deixeble de Frédéric Chopin, a Lemberg (avui Lviv). Es traslladà a Viena, on va estudiar música amb Anton Bruckner i va esdevenir conegut com a pianista, acompanyant cantants de lied i tocant música de cambra. Va donar classes privades de Piano i Teoria de la Música; entre els seus deixebles destaquen Wilhelm Furtwängler, Anthony van Hoboken, Otto Vrieslander i Felix Salzer.

## Obra
Les idees de Schenker sobre anàlisi van ser explorades primer als seus tractats Harmonia (Harmonielehre, [1906]) i Contrapunt (Kontrapunkt, 2 vols., [1910] i [1922]), i van ser desenvolupades a dos diaris que publicà: Der Tonwille (1921-24) i Das Meisterwerk in der Musik (1925-30), ambdós incloïen contingut exclusiu de Schenker. Schenker entenia l'anàlisi com una eina per a ser emprada pels intèrprets per a una comprensió més profunda de les obres que executaven. Això es demostra a les seves edicions de les últimes sonates per a piano de Ludwig van Beethoven, que també inclouen anàlisis de les obres.
El 1932, Schenker publicà Cinc Anàlisis Musicals Gràfiques (Fünf Urlinie-Tafeln), anàlisi de cinc obres emprant la tècnica analítica d'ensenyar capes de més o menys detall musical per la que ara és famós. Després de la mort de Schenker, la seva obra teòrica incompleta Composició Lliure (Der freie Satz, 1935) va ser publicada (primer traduïda a l'[anglès] per T.H. Kreuger el 1960 com una dissertació a la Universitat d'Iowa; una segona i millor traducció, per Ernst Oster, va ser publicada el 1979. En algunes traduccions a l'anglès de la seva obra s'hi han esborrat passatges que poden ser considerats políticament incorrectes i impertinents. Per exemple, al Prefaci de Contrapunt Schenker escriu "…l'home és superior en rang a la dona, el productor és superior al marxant o el treballador, el cap preval sobre el peu …".
Altres teòrics de la Música, com Felix Salzer o Carl Schachter, s'hi van adherir i van difondre les idees de Schenker: als anys 60 l'anàlisi schenkeriana ha començat a atraure un interès renovat, i als anys 80 ha esdevingut un dels principals mètodes analítics emprats per la majoria de teòrics de la música nord-americans. Mentre que les seves teories han estat cada cop més discutides des de mitjans del segle xx per la seva rigidesa i ideologia organicista, l'ampla tradició analítica que van inspirar ha romàs central per l'estudi de la música tonal.